# Tirnavia
Tirnavia je slovenský smíšený pěvecký sbor, který vznikl v roce 1988 při příležitosti 750. výročí udělení výsad svobodného královského města Trnavy.
Zakladatelem sboru je PaedDr. Gabriel Kalapoš. Současnou dirigentkou sboru je Zuzana Holičková. Z historického názvu města je odvozen i název sboru.

## Charakteristika
Pěvecký sbor Tirnavia tak svým vznikem a existencí potvrzuje bohatou tradici sborového zpěvu ve městě Trnava. Repertoár sboru obsahuje díla od renesance až po současné sborové kompozice. Zahrnuje také úpravy slovenských lidových písní, vánoční koledy a černošské spirituály. Tirnavia během roku uspořádá kolem 20 koncertů a vystoupení doma i v zahraničí.
V současnosti (květen 2013) má sbor vydané 7 CD-disků. První vydal spolu s pěveckým sborem Cantica nova z Trnavy (1997) a druhé se zaměřením na slovenskou sborovou tvorbu 20. století (2004). V roce 2007 vyšlo vánoční CD s názvem "Vianoce s Tirnaviou". 

## Spolupráce a koncerty
Tirnavia příležitostně spolupracuje s Trnavským komorním orchestrem, s kterým uvedli výběr z děl Mesiáš od G. F. Händela, Gloria od A. Vivaldiho, G. Faurého, M. Sch. – Trnavského, L. Vierna.
Taky se pravidelně zúčastňuje domácích a zahraničních soutěží pěveckých sborů.
V roce 2005 se Tirnavia krom jiného zúčastnila mezinárodního workshopu v Gliwicích v Polsku, účinkovala v programu OTO 2005, zpívali na závěrečném koncertu jubilejního 10. ročníku festivalu Trnavské organové dni a realizovala dva koncertní výjezdy do Rakouska, v rámci letního festivalu v městě Lillienfeld a Vánoční koncert na vídeňské radnici.
Tirnavia se pravidelně zúčastňuje domácích a zahraničních soutěží pěveckých sborů. Sbor soutěžně vystupoval v Itálii, Španělsku, Švýcarsku, Polsku, Maďarsku a Česku.
Od roku 2004 vystupuje Tirnavia pravidelně na závěrečném koncerte festivalu Trnavské organové dni, kde uvádí různé vokálně-instrumentální díla světových skladatelů. Kromě toho sbor koncertuje pravidelně v Rakousku a Česku.

## Nejvýznamnější výsledky sboru
Nejvýznamnější výsledky sboru z posledního období:
- 3. místo na světové soutěži International Eisteddfod Llangollen 2002 ve Walesu
- 4. místo na mezinárodní soutěži Montreux Choral Festival 2003 ve Švýcarsku
- 1. místo v zlatém pásmu v kategorii folklór a 2. místo v zlatém pásmu v kategorii míšených sborů na mezinárodním festivalu IFAS 2004 v Pardubicích v Česku.
- 2. místo v kategorii klasická hudba a 3. místo v kategorii folklór, jazz a spirituál na mezinárodní soutěži pěveckých sborů Miltenberg 2006 v Německu.